# Dayville
Dayville – miasto w Stanach Zjednoczonych, w stanie Oregon, w hrabstwie Grant.